# Hedy Lamarr
Hedy Lamarr, nome artístico de Hedwig Eva Maria Kiesler (Vienna, 9 de novembro de 1914 — Altamonte Springs, 19 de janeiro de 2000), foi uma atriz e inventora austríaca radicada no Estados Unidos.
Em 28 anos de carreira, participou de mais de 30 filmes e fez uma importante contribuição tecnológica durante a Segunda Guerra Mundial, uma co-invenção, com o compositor George Antheil, um sistema de comunicações para as Forças Armadas dos Estados Unidos que serviu de base para a atual telefonia celular. Em reconhecimento do valor de seu trabalho e da importância da tecnologia por ela inventada, seu nome foi postumamente inserido no National Inventors Hall of Fame em 2014.
Nascida na capital da Áustria-Hungria, Viena, Hedy começou sua carreira de atriz em vários filmes alemães, austríacos e tchecos, inclusive o controverso filme Ecstasy (1933). Em 1937, ela fugiu de seu marido, o fabricante de armas austríaco, Friedrich Mandl, mudando-se para Paris e depois se refugiando em Londres. Lá ela conheceu Louis B. Mayer, diretor dos estúdios da Metro-Goldwyn-Mayer (MGM) e lhe ofereceu um contrato em Hollywood, onde ela logo foi promovida como sendo a "mulher mais bonita do mundo".
Hedy se tornou uma estrela por sua atuação em Algiers (1938), seu primeiro filme rodado nos Estados Unidos. Trabalhou com grandes atores da época como Clark Gable, em Boom Town e Comrade X (ambos de 1940), e com James Stewart, em Come Live with Me (1941). Outros de seus filmes para a MGM foram Lady of the Tropics (1939), H.M. Pulham, Esq. (1941), Crossroads e White Cargo (ambos de 1942).
Emprestada aos estúdios da Warner Bros., ela estrelou em The Conspirators e para a RKO em Experiment Perilous (ambos de 1944). Cansada de sempre trabalhar nos mesmos papéis, Lamarr co-fundou um novo estúdio e estrelou nos filmes The Strange Woman (1946) e Dishonored Lady (1947). Seu grande sucesso foi no papel de Dalila no longa de Cecil B. DeMille, Sansão e Dalila (1949).
Seu último filme foi The Female Animal (1958). Hedy foi homenageada com uma estrela na Calçada da Fama de Hollywood, em 1960.

## Biografia
Hedy nasceu como Hedwig Eva Maria Kiesler, em Viena, na Áustria-Hungria, em 9 de novembro de 1914. Era a filha única de Gertrud Lichtwitz Kiesler (1894–1977), uma pianista de família judaica de Budapeste, vinda de uma família de classe média, e de Emil Kiesler (1880–1935), gerente financeiro de um grande banco de Viena. Seu pai nasceu em uma família de judeus da Galícia em Lemberg, hoje a cidade de Lviv, na Ucrânia. Ainda que sua mãe tivesse origem judaica, Gertrud se converteu ao catolicismo por influência de seu primeiro marido e acabou criando Hedy como católica, ainda que ela não tivesse sido formalmente batizada.
O interesse na atuação veio desde cedo, quando Hedy, ainda criança, assistia a peças de teatro e a filmes. Estudou balé e piano até os 10 anos e aos 12 anos, ganhou um concurso de beleza em Viena. Hedy era muito ligada ao pai, com quem tinha conversas sobre política, ciência, tecnologia e ele foi uma grande inspiração para sua invenção futura.
Seu pai faleceu em 1935 devido a problemas cardíacos. Depois da Anschluss, Hedy, que já morava nos Estados Unidos, ajudou a mãe a sair da Áustria e se mudar para o Canadá e depois para os Estados Unidos, onde se tornou cidadã norte-americana.

## Carreira na Europa

### Primeiros trabalhos
Usando o nome de Hedy Kiesler, ela começou a ter aulas de atuação em Viena. Um dia, ela falsificou uma permissão assinada pela mãe e foi bater na porta da Sascha-Film, uma produtora austríaca que a contratou aos 16 anos como secretária do diretor. Um dia, ela ganhou um papel de figurante no filme Money on the Street (1930) e depois teve um papel pequeno em Storm in a Water Glass (1931). O produtor Max Reinhardt a escalou para uma peça chamada The Weaker Sex, apresentada no Theater in der Josefstadt, um teatro em Viena. Ele se impressionou com o trabalho de Hedy e a chamou para voltar com ele a Berlim, onde ele morava.
Hedy nunca trabalhou em nenhum de seus filmes rodados em Berlim. Depois de conhecer o produtor russo de teatro Alexis Granowsky, ela foi escalada para fazer sua estreia como protagonista em The Trunks of Mr. O.F. (1931), junto de Walter Abel e Peter Lorre. Granowsky mudou-se para Paris, mas Hedy permaneceu em Berlim trabalhando. No filme No Money Needed (1932), uma comédia, Hedy estrelou como a atriz principal, digerida por Carl Boese.

### Ecstasy
No começo de 1933, aos 18 anos, Hedy recebeu o papel principal no filme de Gustav Machatý, o longa Ecstasy, onde ela interpreta uma mulher negligenciada pelo marido mais velho e pouco afetuoso. O filme se tornou lendário e polêmico por mostrar o rosto da atriz encenando um orgasmo, além de algumas cenas de nudes e closes de partes de seu corpo. Quando se interessou pelo papel, Hedy entendia pouco sobre filmagens e, ansiosa pelo trabalho, assinou o contrato sem ler o roteiro.
Em uma cena externa, quando o diretor pediu que ela ficasse nua, Hedy reclamou e ameaçou se demitir do filme, mas ele disse que se ela saísse teria que pagar pelo custo de todas as cenas já rodadas. Para acalmá-la, disse que usaria cenas filmadas de longe, onde qualquer outro detalhe de seu corpo não pudesse aparecer. Na estreia do filme, em Praga, ao notar que os closes foram feitos e que o diretor não cumprira com sua palavra, Hedy saiu do cinema em prantos, pensando em seus pais e que sua carreira de atriz tinha acabado.
Ainda que estivesse inconformada com a forma como foi tratada na produção, Ecstasy ficou famoso e até foi premiado em um festival em Roma. Pela Europa inteira, ele foi considerado como um grande trabalho artístico. Nos Estados Unidos, porém, o filme foi banido por ser considerado imoral e por ser "degradante para mulheres". Também foi banido na Alemanha por conta da ascendência judaica de Hedy. Seu futuro marido, Fritz Mandl, teria gastado cerca de 300 mil dólares comprando cópias do filme para depois destrui-las.

### Casamento

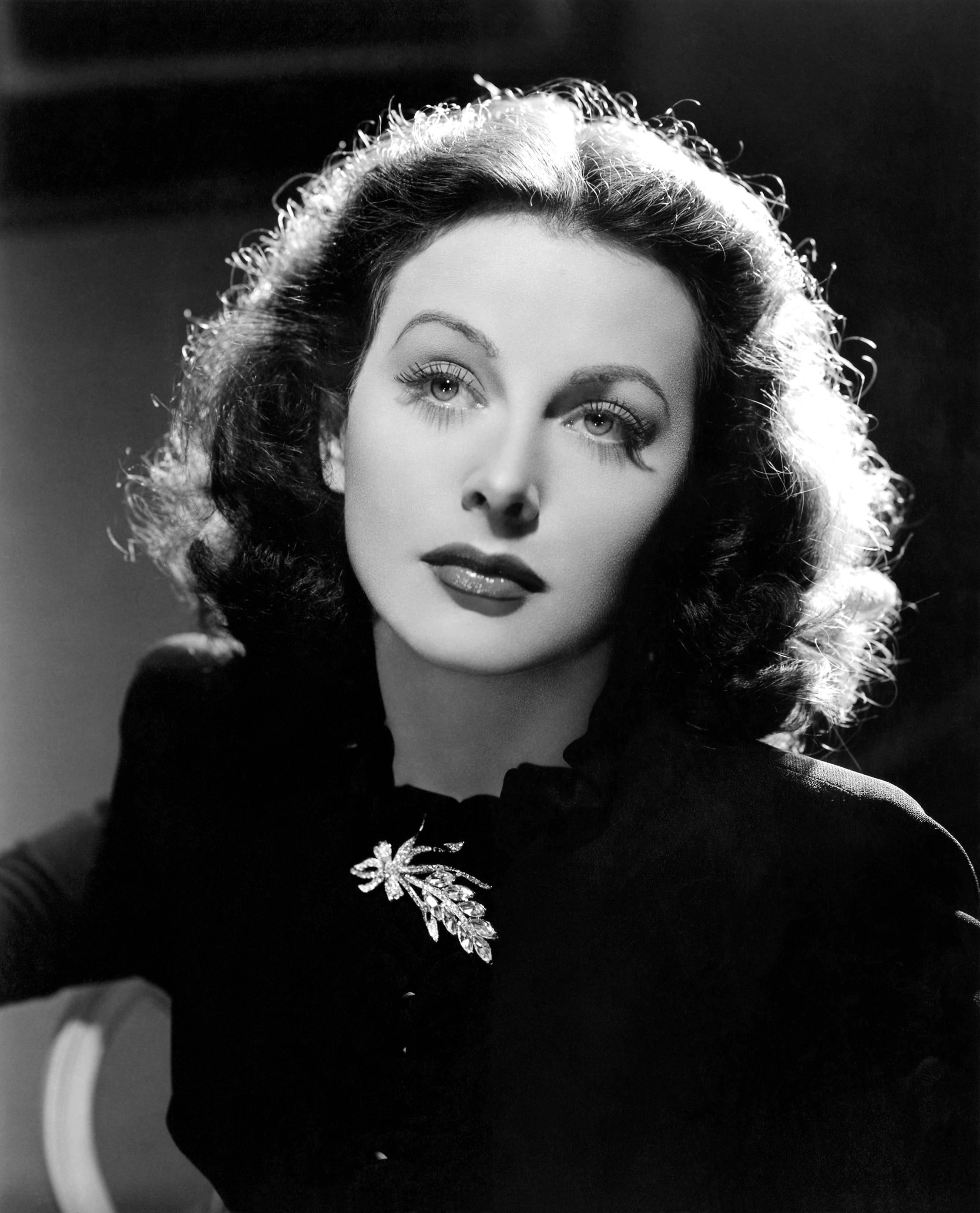
Hedy Lamarr em The Heavenly Body (1944)

Hedy estrelou em várias peças de teatro, incluindo Sissy, uma peça sobre Isabel da Baviera, Imperatriz da Áustria, produzida em Viena em 1933, quase ao mesmo tempo da estreia de Ecstasy. A atriz foi bastante elogiada por público e crítica na época. Admiradores mandava rosas para seu camarim e tentavam acessar os fundos do teatro apenas para vê-la. O mais insistente deles era Friedrich Mandl, que se tornou obcecado por Hedy e para conhecê-la.
Friedrich Mandl era um fabricante de munições e armas, conhecido como o terceiro homem mais rico da Áustria. Hedy se apaixonou por Mandl, ainda que seus pais discordassem da união, mas temendo as conexões de Mandl com homens poderosos como Benito Mussolini e Adolf Hitler, optaram por não interferir no relacionamento.
Em 10 de agosto de 1933, aos 18 anos, Hedy se casou com Mandl, que na época tinha 33 anos e já era divorciado. Era filho de um judeu e de uma católica, mas ele insistiu que Hedy se convertesse ao catolicismo antes do casamento deles na catedral de Karlskirche, em Viena. Mandl é descrito como sendo um marido controlador, possessivo e impediu que Hedy continuasse sua carreira de atriz depois do casamento. Hedy relatou que foi tratada como prisioneira do próprio marido em uma das residências do casal, o castelo de Schwarzenau, perto da fronteira com a Chéquia.
Mandl tinha amizades e fazia negócios com o governo italiano, vendendo munições e armas e, apesar de ter um pai judeu, também tinha conexões com o governo nazista na Alemanha. Hedy acompanhava Mandl em festas e reuniões, onde ele trabalhava com cientistas e outros envolvidos na tecnologia armamentista. Nestas reuniões Hedy começou a se interessar pela ciência aplicada e começou a ler livros e compêndios que existiam na biblioteca da mansão de Mandl.
Sabendo que seu casamento chegaria a um ponto irreversível e infeliz por viver sob um marido controlador, Hedy fugiu do marido e do país. Segundo sua autobiografia, ela se disfarçou de empregada e fugiu para Paris. Ela teria persuadido Mandl a deixá-la usar suas jóias mais caras no jantar formal naquela noite e desapareceu em seguida.
| “ | Eu logo soube que jamais seria atriz enquanto fosse sua esposa. (...) Ele era o monarca absoluto deste casamento. (...) Eu era como uma boneca. Uma coisa, um objeto de arte que ele guardava - e encarcerava - sem inteligência, sem vida própria. | ” |

Lamarr foi casada seis vezes:
1. Friedrich Mandl (1900–1977), casamento: (1933–1937). Presidente da Hirtenberger Patronen-Fabrik, uma fábrica de armamentos fundada por seu pai, Alexander Mandl. Mandl, embora descendente de judeus, foi adepto do nazi-fascismo;
2. Gene Markey (1895-1980), roteirista e produtor, com quem foi casada entre 1939–41; adotaram um filho em 1941, James Lamarr Markey (nascido em 1939);[16]
3. John Loder (nascido John Muir Lowe, 1898–1988), ator, casados entre 1943–47; tiveram dois filhos: Anthony Loder (nascido em 1947) e Denise Loder (nascida em 1945). Loder adotou o filho de Hedy, James Lamarr Markey, e lhe deu seu sobrenome;
4. Teddy Stauffer (1909-1991), empresário de clube noturno, casados entre 1951–52;
5. W. Howard Lee (1909–1981), um texano do ramo petrolífero, casados entre 1953–60. Em 1960, Lee casou com a atriz Gene Tierney;
6. Lewis J. Boies (nascido em 1920), um advogado (seu advogado do divórcio), casados entre 1963–65.

## Hollywood
Depois de chegar a Londres, em 1937, Hedy conheceu Louis B. Mayer, diretor da MGM, que caçava talentos pela Europa na época. No começo, ela recusou a oferta do diretor de 125 dólares por semana, mas comprou uma passagem de navio para Nova York, sabendo que encontraria Mayer e a esposa na mesma viagem. Lá, ela impressionou a esposa de Mayer e o próprio diretor, conseguindo assegurar um salário de 500 dólares por semana, mais um contrato. Mayer, por sua vez, a persuadiu a mudar seu nome a fim de distanciá-la da atriz de Ecstasy. Foi a esposa de Mayer, Margaret, quem sugeriu o sobrenome "Lamarr" em homenagem à uma atriz do cinema mudo, Barbara La Marr.
Hedy chegou a Hollywood em 1938, onde foi promovida como a "mais bela mulher do mundo". Mayer a apresentou ao produtor Walter Wanger, que estava trabalhando em Algiers (1938), uma versão norte-americana do filme francês Pépé le Moko (1937). Hedy contracenou com Charles Boyer e o filme foi um grande sucesso, em especial devido ao marketing do estúdio sobre o nome de Lamarr. A esperança da MGM é que ela se tornasse uma nova Greta Garbo ou Marlene Dietrich.
Em seus filmes seguintes, Hedy era sempre chamada para fazer os mesmos papéis, a mulher glamorosa e sedutora de origem exótica. Seu segundo filme nos Estados Unidos foi I Take This Woman (1940), onde co-estrelou com Spencer Tracy, sob a direção de Josef von Sternberg, que foi demitido no meio da produção e substituido por Frank Borzage. A produção foi suspensa e enquanto isso, Hedy estrelou em Lady of the Tropics (1939). I Take This Woman foi retomado com outro diretor e foi um fracasso de bilheteria.

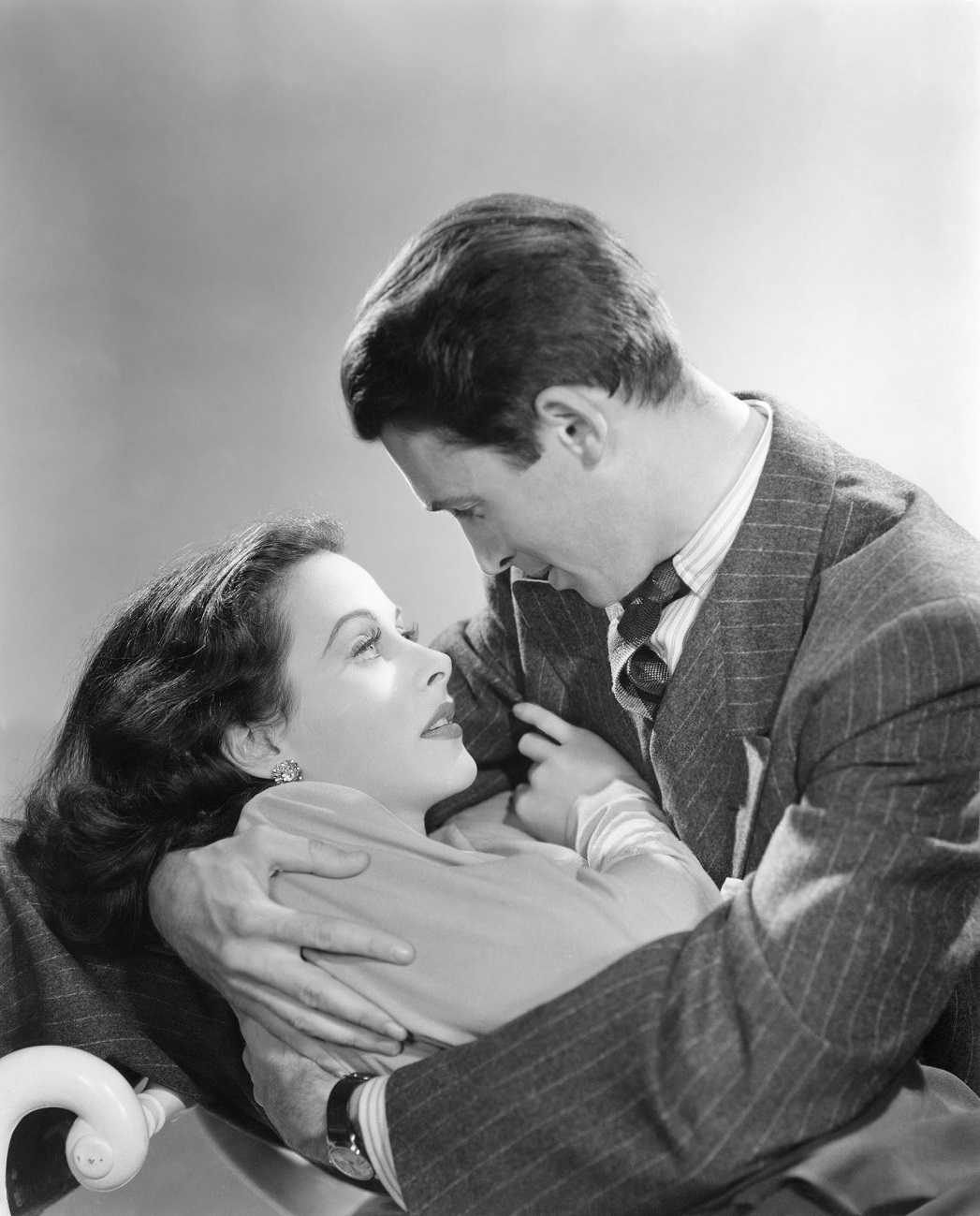
James Stewart e Lamarr em Come Live with Me (1941)

Já o filme Boom Town (1940), com Clark Gable, Claudette Colbert e Spencer Tracy foi um grande sucesso de público. Animados com o sucesso, o estúdio escalou Hedy e Clark Gable em Comrade X (1940), uma comédia com o mesmo estilo de Ninotchka (1939), e foi outro sucesso. Em Come Live with Me (1941), Hedy interpreta uma refugiada de Viena, ao lado de James Stewart.
Em White Cargo (1942), ela interpretou uma jovem nativa sedutora, outro grande sucesso. Este papel enfatiza o tipo de papel para o qual costumavam escalar Hedy nessa época, sempre mulheres provocadoras, belas, sensuais no modo de agir e de falar. O fato de nunca ter papéis desafiadores a aborreciam e ela teria se voltado para a ciência e tecnologia quando estava entediada. Em uma entrevista em 1970, ela revelou que ganhava menos apenas por ter se recusado a dormir com Mayer.
Hedy trabalhou na comédia The Heavenly Body (1944) e foi emprestada para a Warner Bros. para o filme The Conspirators (1944), que reuniu vários atores de  Casablanca (1942), parcialmente inspirado em Algiers e com uma protagonista escrita especificamente para Lamarr.
De volta à MGM, Lamarr foi escalada para trabalhar em Her Highness and the Bellboy (1945), com Robert Walker, onde ela interpreta uma princesa que se apaixona por um novaiorquino. Foi um filme de sucesso, mas seria seu último filme com um contrato pela MGM.

### A invenção
Lamarr inventou o sistema que serviu de base para os telefones celulares. Durante a Segunda Guerra Mundial, criou um sofisticado aparelho de interferência em rádio para despistar radares nazistas  que  patenteou em 1940, usando o seu verdadeiro nome, Hedwig Eva Maria Kiesler.
A ideia surgiu ao lado do compositor George Antheil em frente a um piano. Eles brincavam de dueto, ela repetindo em outra escala as notas que ele tocava, experimentando o controle dos instrumentos, inclusive com a música para o Ballet Mecanique, originalmente escrita para o filme abstrato de Fernand Léger, em 1924. Ou seja, duas pessoas podem conversar entre si mudando frequentemente o canal de comunicação. Basta que façam isso simultaneamente.
Juntos, Antheil e Lamarr submeteram a ideia ao Departamento de Guerra norte-americano, que o recusou, em junho de 1941. Em agosto de 1942, foi patenteado por Antheil e "Hedy Kiesler Markey". A versão inicial consistia na troca de 88 frequências e era feito para despistar radares, mas a ideia pareceu difícil de realizar na época.
O projeto não foi concretizado até 1962, quando o aparelho passou a ser utilizado por tropas militares dos EUA em Cuba, quando a patente já expirara; a empresa Sylvania adaptou a invenção. Ficou desconhecida, ainda, até 1997, quando a Electronic Frontier Foundation deu a Lamarr um prêmio por sua contribuição. Antheil morreu em 1959.
A ideia do aparelho de frequência de Lamarr e Antheil serviu de base para a moderna tecnologia de comunicação, tal como COFDM usada em conexões de Wi-Fi e CDMA, usada em telefones celulares. Patentes similares foram registradas por outros países, tais como a Alemanha, em 1935, em que os engenheiros da Telefunken Paul Kotowski e Kurt Dannehl registraram as patentes em 1939 e 1940.
Considerada a "mãe do telefone celular", Lamarr fora casada com um fabricante de armas alemão, do qual se separou ao notar o envolvimento dele com o nazismo; foi nesta época que notara como era fácil a um terceiro bloquear o sinal contínuo usado para o controle dos mísseis. Apesar de ter patenteado a ideia de uma frequência que fosse variável no percurso entre emissor e receptor, não ganhou dinheiro com isto. Em 1997 recebeu do Governo dos Estados Unidos menção honrosa "por abrir novos caminhos nas fronteiras da eletrônica".
Recebeu o EFF Pioneer Award de 1997. Em 2014 foi introduzida no National Inventors Hall of Fame.

### Últimos anos
Lamarr se tornou cidadã norte-americana aos 38 anos, em 10 de abril de 1953. Sua auto-biografia, chamada Ecstasy and Me, foi publicada em 1966. Em uma entrevista de 1969, no The Merv Griffin Show, ela disse que não escreveu ou participou da confecção deste livro e que a maior parte era fruto de ficção. Em 1966, ela processou a editora para parar a publicação, dizendo que muitos detalhes foram inventados pelo ghost writer, Leo Guild. Ela perdeu o processo.
No final da década de 1950, Lamarr e o marido, W. Howard Lee, abriram um resort de ski, chamado de Villa LaMarr, em Aspen, no Colorado. Depois do divórcio do casal, seu marido acabou ficando com o resort. The Female Animal (1958) foi seu último filme. Nos anos 1960, ela ainda tentou conseguir um papel no filme Picture Mommy Dead (1966) mas foi mal-sucedida. O papel acabou sendo atribuído a Zsa Zsa Gabor.
Em 1966, foi detida, sob a acusação de furto, numa loja de departamentos, em Los Angeles, mas as acusações acabaram sendo retiradas. Em 1991, foi novamente detida por furtar medicamentos no valor de pouco mais de 20 dólares, em uma loja da Flórida. Ela não contestou a acusação, para evitar ter de comparecer ao tribunal e, em troca da promessa de não infringir mais nenhuma lei por pelo menos um ano, as acusações foram mais uma vez retiradas.

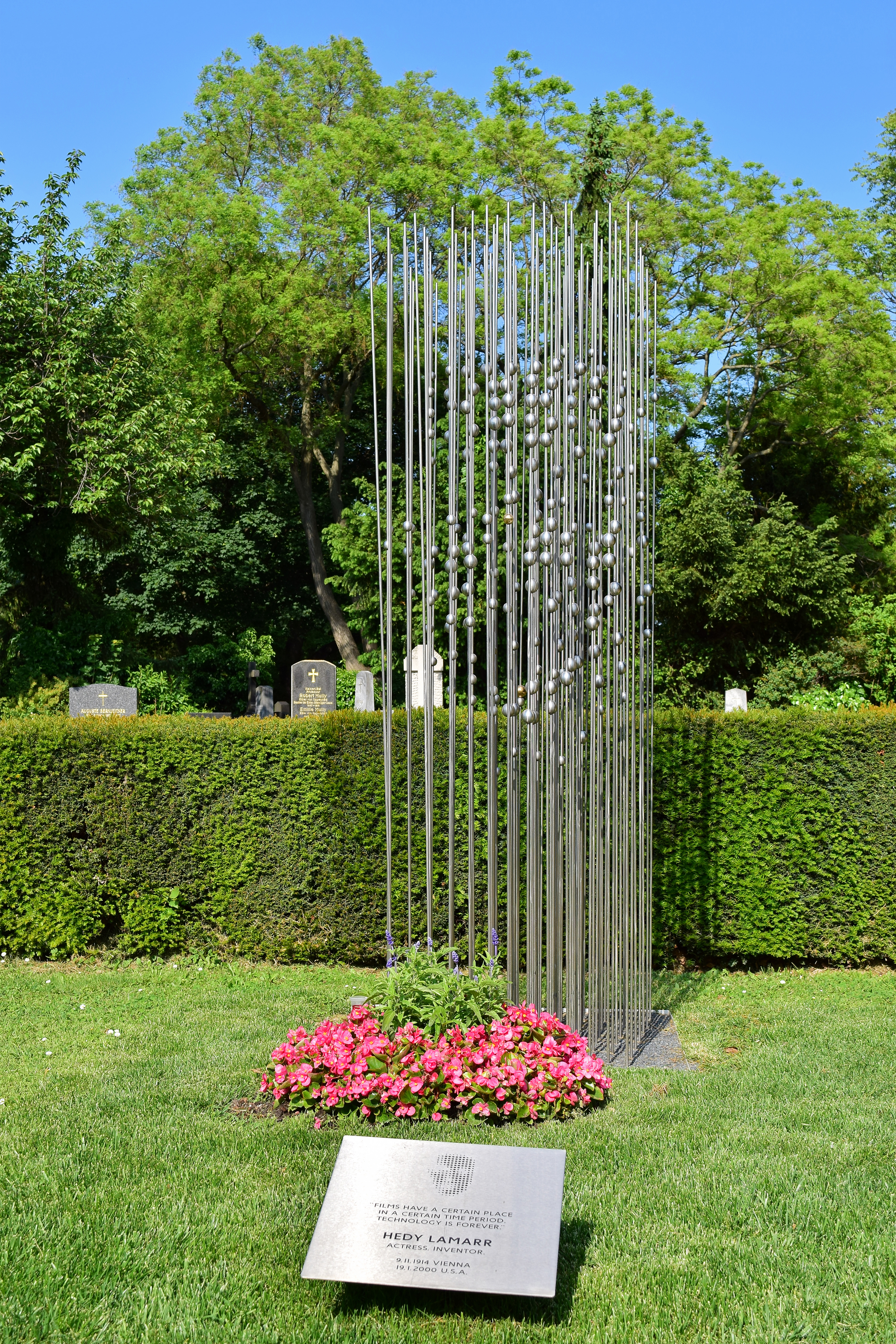
Sepultura de Hedy Lamarr no Cemitério Central de Viena, Grupo 33 G, Sepultura Nr. 80.

Em seus últimos anos, a atriz viveu reclusa em sua casa, em Casselberry, região metropolitana de Orlando. Ela recusou vários roteiros, comerciais de televisão, peças de teatro, dizendo que nenhum deles lhe interessava. Em 1974, ela entrou com um processo contra a Warner Bros., no valor de 10 milhões de dólares, declarando que a paraódia de seu nome ("Hedley Lamarr") por Mel Brooks, na comédia Blazing Saddles, era uma invasão de privacidade. O estúdio encerrou o caso com um acordo fora dos tribunais, enquanto Mel Brooks alegou que a atriz "nunca entendeu a piada".
Com problemas de visão, Hedy Lamarr se retirou da vida pública e se estabeleceu em Miami Beach, na Flórida, em 1981.
Em 1996, uma grande imagem de Lamarr ganhou o concurso da CorelDRAW naquele ano para a capa da caixa do produto. Por muitos anos, a partir de 1997, todas as caixas do programa vinham com uma ilustração baseada em uma foto de Lamarr. Ela processou a empresa, alegando que eles usaram sua imagem sem autorização, mas a Corel alegou que Lamarr não tinha os direitos daquela foto. O processo terminou em um acordo em 1999.
O único lucro que Lamarr obteve com sua invenção foi em 1997, quando a companhia canadense WiLAN propôs um acordo com ela para adquirir 49% dos direitos de marketing de sua patente, enquanto ela continuava com 51%. Ela logo ficou muito amiga do presidente da companhia, Hatim Zaghloul.
Hedy e o filho, James Lamarr Loder, cortaram relações abruptamente, quando ele foi morar com outra família. Os dois não se falaram pelos próximos 50 anos e quando Lamarr morreu, James descobriu que ficou fora do testamento da atriz. Ele então entrou na justiça pelo controle dos 3,3 milhões de dólares da atriz em 2000. Ele acabou ficando com 50 mil dólares da fortuna.
Em seus últimos anos, Lamarr entrava em contato com o mundo apenas pelo telefone, mesmo com seus filhos, netos e amigos mais próximos. Ela costumava ficar pendurada no telefone por seis a sete horas todos os dias, mas praticamente não aceitava visitas, nem encontrava outras pessoas.

## Morte
Hedy Lamarr morreu em Casselberry, na Flórida, em 19 de janeiro de 2000, aos 85 anos. O atestado de óbito cita, como causas da sua morte,  insuficiência cardíaca, doença crônica da válvula cardíaca e doença cardíaca arteriosclerótica. Conforme era seu desejo, seu filho, Anthony Loder, levou suas cinzas para a Áustria e espalhou-as nos Bosques de Viena. Em 2014, um túmulo simbólico foi construído no Cemitério Central de Viena.

## Legado
Por sua contribuição para o cinema, Hedy Lamarr tem uma estrela na Calçada da Fama, no 6 247 Hollywood Blvd. Ela também foi inspiração para Walt Disney desenhar a Branca de Neve, "a mais bela", seu primeiro desenho animado de longa metragem em 1937.
O sistema de comunicações que Lamarr criou para as Forças Armadas dos Estados Unidos atualmente acelera as comunicações de satélite ao redor do mundo e foi usado para criar a telefonia celular. No jogo de computador Half-Life 2, o Dr. Isaac Kleiner possui um headcrab de estimação chamado Lamarr, em homenagem à atriz.
Em 1998, uma  ilustração da face de Lamarr foi usada pela Corel Corporation, em sua publicidade do CorelDRAW 8 software, sem autorização. O caso foi resolvido em 1999. Em 2005, o dia do seu nascimento, 9 de novembro,  foi instituído na Alemanha como o Dia do inventor, em sua honra.

## Filmografia
| - Das Geld liegt auf der Straße (Money on the Street, 1930) - Die Frau von Lindenau (Storm in a Water Glass, 1931) - Die Abenteuer des Herrn O. F. (The Trunks of Mr. O. F., 1931) - Man braucht kein Geld (We Need No Money, 1932) - Ekstase/ Symphonie der Liebe (Ecstasy, 1933) ("Êxtase") - Algiers (1938) ("Argélia") - Hollywood Goes to Town (1938) (curta-metragem) - Screen Snapshots: Stars at a Charity Ball (1939) (curta) - Lady of the Tropics (1939) ("Flor dos Trópicos") - I Take This Woman (1940) ("A Mulher Que Eu Quero") - Boom Town (1940) ("Fruto Proibido") - Comrade X (1940) - Come Live with Me (1941) - Ziegfeld Girl (1941) ("Este Mundo é um Teatro", ou "A Vida é um Teatro") - H.M. Pulham, Esq. (1941) - Tortilla Flat (1942) ("Boêmios Errantes") - Crossroads (1942) | - White Cargo (1942) - Show Business at War (1943) (curta) - The Heavenly Body (1944) - The Conspirators (1944) - Experiment Perilous (1944) - Her Highness and the Bellboy (1945) - The Strange Woman (1946) - Dishonored Lady (1947) - Let's Live a Little (1948) - Samson and Delilah (1949) ("Sansão e Dalila") - A Lady Without Passport (1950) ("A Mulher Sem Nome") - Copper Canyon (1950) - My Favorite Spy (1951) - The Eternal Female (1954) (inacabado) - Loves of Three Queens (1954) - The Story of Mankind ([1957) - The Female Animal (1958) |